# Jameos del Agua

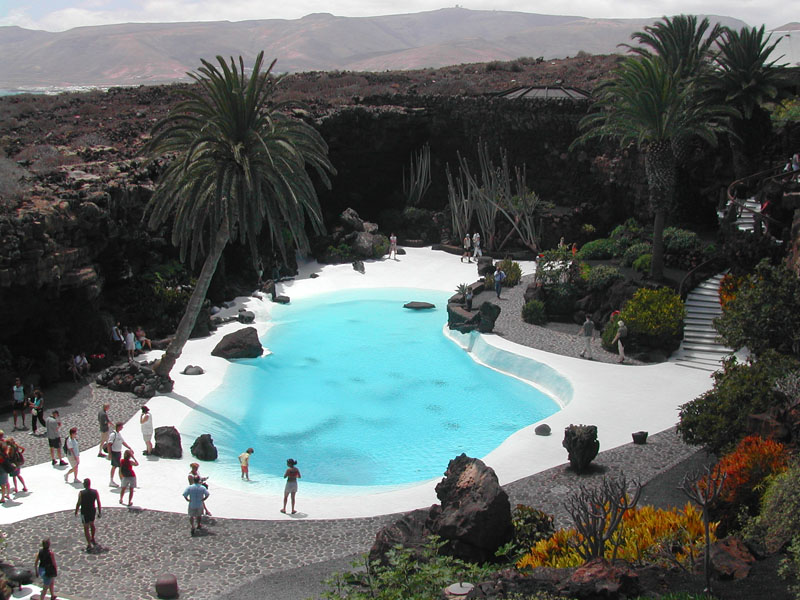
Het 'kunst'-zwembad

De Jameos del Agua zijn een complex van lavagrotten, gelegen in het lavaveld van de vulkaan Monte Corona op het Canarische Eiland Lanzarote. Het maakt onderdeel uit van een lavatunnel, Túnel de la Atlántida, die vanaf de vulkaan en de Cueva de los Verdes tot onder de zeespiegel reikt. Het grottenstelsel is omgevormd tot een centrum voor kunst, cultuur en toerisme. Kunstenaar en natuurbeschermer César Manrique ontwierp het centrum in 1966. Het bestaat uit een ondergronds meer, restaurant, tuinen, zwembad (niet te betreden), museum en auditorium.

## Geologische structuur
Het woord “jameo” refereert aan een grote opening in een lavatunnel die ontstaat wanneer delen van de bovenkant instorten. De Jameos del Agua en de Cueva de los Verdes bevinden  zich in de lavatunnel die ontstond na de uitbarsting van de vulkaan Monte Corona. Ruim zes kilometer van de tunnel is in kaart gebracht, van de krater van de vulkaan tot waar hij in zee uitkomt. Vandaar loopt de Túnel de la Atlántida 1,5 km verder onder de zeespiegel. De Jameos del Agua zijn gesitueerd in het gedeelte dat het dichtst bij de zee ligt. Er zijn ten minste drie jameos:
- Jameo Chico (die toegang geeft tot de binnenkant)
- Jameo Grande
- Jameo Redondo

## Architectonische interventie
Dit betreft een ruimtelijke interventie in de grote openingen (“jameos”), uitgevoerd door César Manrique. Het idee was een plek te creëren waar bezoekers natuurschoon kunnen aanschouwen dat bijna geheel is ontstaan zonder tussenkomst van de mens. Jameos del Agua is het eerste centrum voor kunst, cultuur en toerisme uit de koker van César Manrique. Het reflecteert een van zijn creativiteitspilaren: balans tussen natuur en artistieke creatie. In verband met zijn veelvuldige verblijf in New York delegeerde Manrique een deel van de werkzaamheden aan Jesús Soto. Ondanks vertragingen gingen in 1966 de eerste ruimtes voor het publiek open. Het initiële project onderging diverse wijzigingen als gevolg van de speciale morfologie van de vulkanische tunnel. Die aanpassingen waren gericht op nieuwe creatieve alternatieven en implementatie van adequate oplossingen. Het complex werd in 1977 officieel geopend na voltooiing van de algemene structuur, inclusief het auditorium. In de jaren daarna werden nieuwe faciliteiten voor specifieke doeleinden toegevoegd, waaronder het museum, Casa de los Volcanes. Sinds 1987 richt het centrum zich op wetenschap en vulkanologie.

## Blinde krab

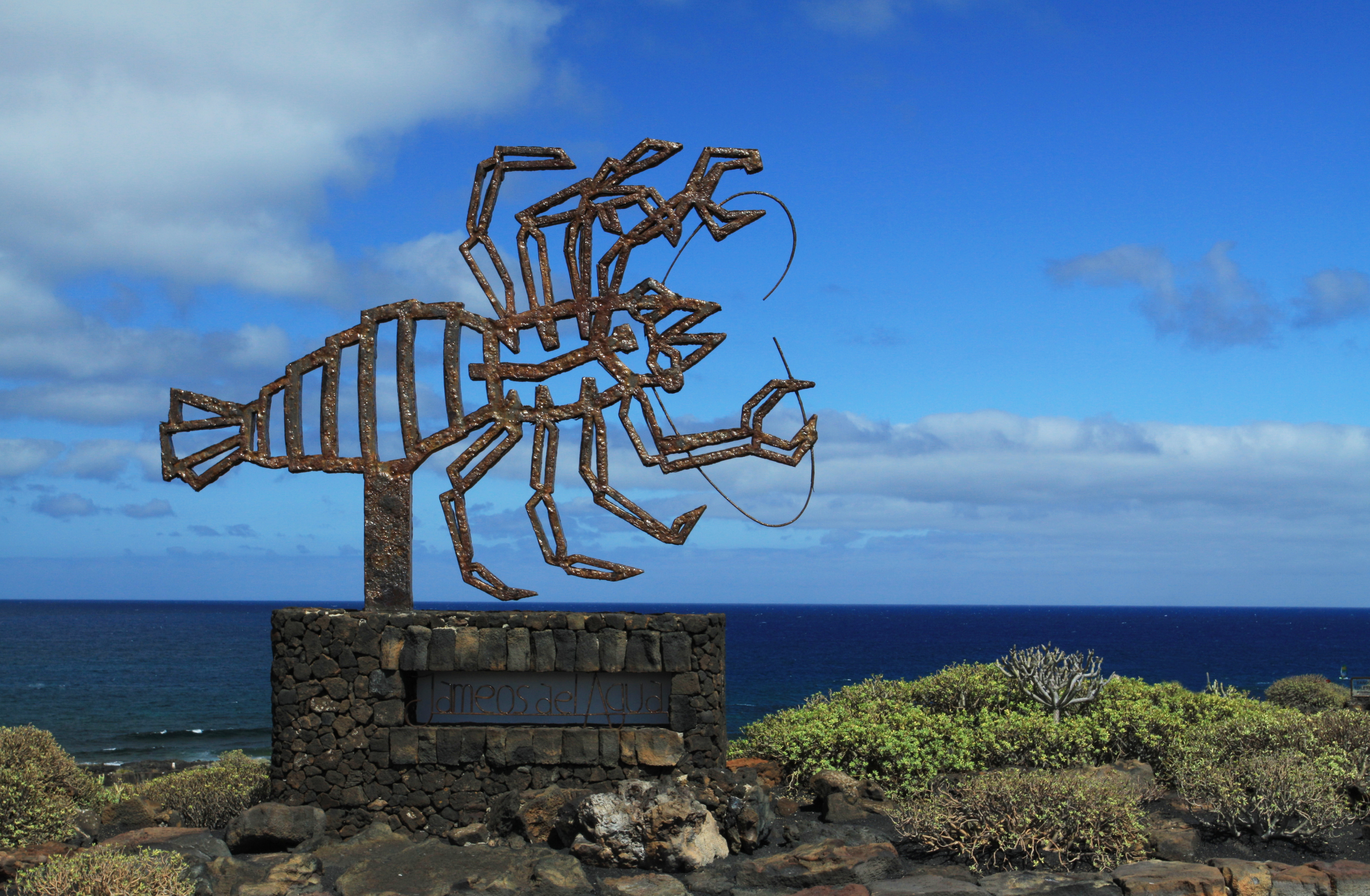
Kreeft-standbeeld

Jameos del Agua is ecologisch gezien belangrijk doordat in het complex een unieke, endemische krabsoort (munidopsis polymorpha) leeft. Dit betreft een albino, een blinde krab die amper één centimeter lang is. Deze soort is erg gevoelig voor veranderingen in het meer, zoals op het gebied van licht en geluid. Ook is hij zeer gevoelig voor oxide, waardoor hij zelfs kan sterven. Om die reden is het verboden munten in het ondergrondse meer te gooien.

## Bescherming
De Jameos del Agua maken onderdeel uit van zowel vulkaan Monte Corona als natuurmonument Malpaís de la Corona. Op 19 december 1994 werd het complex erkend als locatie van wetenschappelijk belang en het wordt beschouwd als een ecologisch kwetsbaar gebied.